# 柳崇禧
柳崇禧（1963年—），汉族，中华人民共和国政治人物、第十一届全国政协委员。
担任中国机械工业联合会第四设计研究院副院长。2008年，当选第十一届全国政协委员，代表科学技术界，分入第三十一组。